# Cracow Monsters
Cracow Monsters  (Originaltitel: Krakowskie potwory) ist eine polnische Mystery-Drama- und Fantasy-Fernsehserie, die am 18. März 2022 weltweit auf der Streaming-Plattform Netflix veröffentlicht wurde. Die Serie wurde von Kasia Adamik und Olga Chajdas inszeniert und von Telemark produziert.

## Inhalt
Im Mittelpunkt der Serie steht die junge Medizinstudentin Aleksandra „Alex“ Walas, die mit traumatischen Erinnerungen aus ihrer Vergangenheit kämpft. Sie wird in ein geheimnisvolles Forschungsteam eines rätselhaften Professors an der Jagiellonen-Universität aufgenommen. Der Professor und seine studentischen Assistenten beschäftigen sich nicht nur mit der Wissenschaft, sondern auch mit übernatürlichen Phänomenen und Wesen aus der slawischen Mythologie.
Im Verlauf der Serie geraten Alex und das Team in einen immer gefährlicher werdenden Konflikt mit dunklen übernatürlichen Mächten, darunter Dämonen, Götter und andere mythologische Kreaturen, die das Gleichgewicht zwischen den Welten zu stören drohen. Besonders im Fokus steht die Bedrohung durch den alt-slawischen Dämon Bohu, der durch ein uraltes Ritual zurück in die Welt der Lebenden gelangt.

## Besetzung und Synchronisation
Die deutschsprachige Synchronisation entstand nach den Dialogbuch von Yvonne Prieditis sowie unter der Dialogregie von Iris Artajo durch die Synchronfirma Iyuno-SDI Group Germany GmbH.
| Rolle                   | Schauspieler       | Synchronsprecher |
| ----------------------- | ------------------ | ---------------- |
| Aleksandra "Alex" Walas | Barbara Liberek    | -                |
| Professor Jan Zawadzki  | Andrzej Chyra      | Peter Flechtner  |
| Lucjan 'Lucky' Szczesny | Stanislaw Linowski | Nicolás Artajo   |
| Aitwar                  | Małgorzata Bela    | -                |
| Antoni                  | Mateusz Górski     | -                |
| Iliana                  | Anna Paliga        | -                |

## Produktion
Die Dreharbeiten fanden in Krakau statt. Regie führten Kasia Adamik und Olga Chajdas. Die Drehbücher schrieben Anna Sienska, Gaja Grzegorzewska und Magdalena Lankosz. Die Serie wurde am 18. März 2022 auf der Streaming-Plattform Netflix veröffentlicht.